# Кошкарата (Келеський район)
Кошкарата́ (каз. Қошқарата) — село у складі Келеського району Туркестанської області Казахстану. Входить до складу Кошкаратинського сільського округу.
До 2002 року село називалося Комуна.
Населення — 3437 осіб (2021; 3110 у 2009, 2320 у 1999, 1666 у 1989).